# 堺村 (兵庫県)
堺村（さかいむら）は、兵庫県三原郡にあった村。現在の洲本市五色町下堺・五色町上堺にあたる。

## 地理
- 河川：堺川

## 歴史
- 1877年（明治10年） - 上堺村・下堺村が合併して堺村となる。
- 1889年（明治22年）4月1日 - 町村制の施行により堺村が単独で自治体を形成。
- 1956年（昭和31年）9月30日 - 津名郡都志町・鮎原村・広石村・鳥飼村と合併して津名郡五色町が発足。同日堺村廃止。